# Jüdische Gemeinde Orsenhausen
Die Jüdische Gemeinde Orsenhausen bestand von ca. 1520 an über einen Zeitraum von mindestens 150 Jahren in Orsenhausen, einem heutigen Teilort der Gemeinde Schwendi im Landkreis Biberach in Oberschwaben.

## Geschichte der Gemeinde

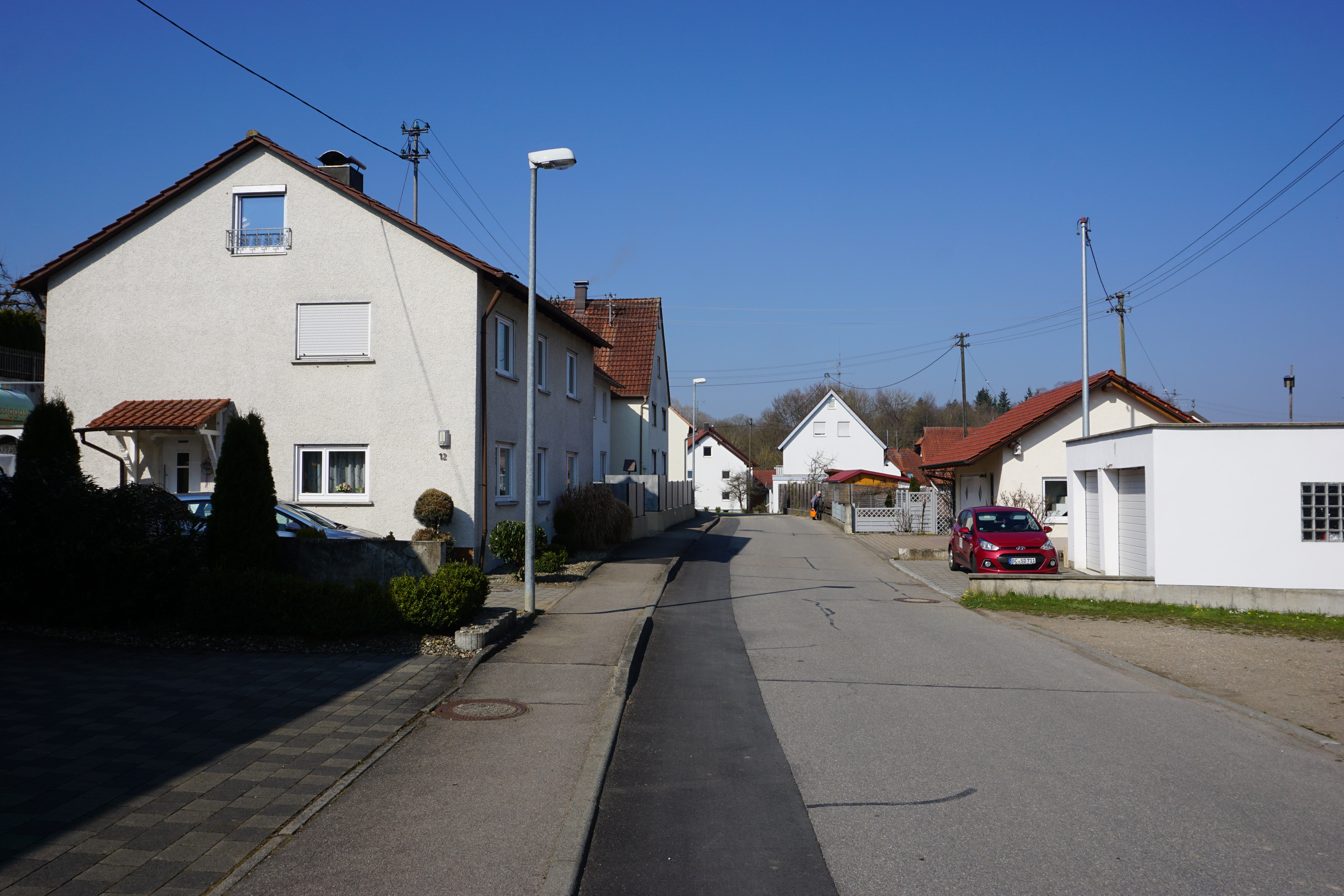
Die heutige Weiherstraße in Orsenhausen, einst das „Judengässle“

Anfang des 16. Jahrhunderts waren die Juden aus fast aus allen Reichsstädten vertrieben worden. Viele siedelten sich daraufhin innerhalb kleinerer Ortsherrschaften an. Es ist deshalb auch von der Landjudenschaft die Rede. Die Orsenhausener Grundherren der von Roth nahmen vermutlich in den 1510er oder 1520er Jahren die ersten Juden in Orsenhausen auf. Der älteste schriftliche Beleg für Juden in Orsenhausen stammt aus dem Jahr 1527. Seit dieser Zeit lebten jeweils zwischen 10 und 15 Familien im Ort, das entsprach rund einem Viertel der Einwohnerschaft. Die jüdische Ansiedlung von Orsenhausen war damit außergewöhnlich groß. Auch hielt sie sich vergleichsweise lange: Wie eine Steuerliste von 1651 belegt, gab es noch Mitte des 17. Jahrhunderts eine ansehnliche jüdische Gemeinde. Im Orsenhausener Taufbuch ist noch 1673 die Taufe eines Juden vermerkt.
Die Rechte und Pflichten der Juden waren in Schutzbriefen festgeschrieben, wie in jenem von 1534, der bis heute überliefert ist. Dieser kollektive Schutzbrief regelte insbesondere die zu leistenden Abgaben, die – je nach Besitz und Vermögen – individuell festgelegt wurden. Die meisten Orsenhausener Juden lebten von der Geld- und Pfandleihe. Wie aus vermerkten Steuerzahlungen hervorgeht, waren die Orsenhausener Juden Anfang des 17. Jahrhunderts vergleichsweise arm. Zeitweise lebten in dem Dorf allerdings auch einzelne vermögende Geschäftsleute.
1550 verfügten die Ortsherren die Ausweisung der Orsenhausener Juden. Dagegen klagten zehn von ihnen vor dem Reichskammergericht in Speyer. Obwohl das Gericht nach vier Jahren die Ausweisung für zulässig erklärte, konnten die Juden in Orsenhausen schließlich bleiben.

## Das Judengässle und der Friedhof

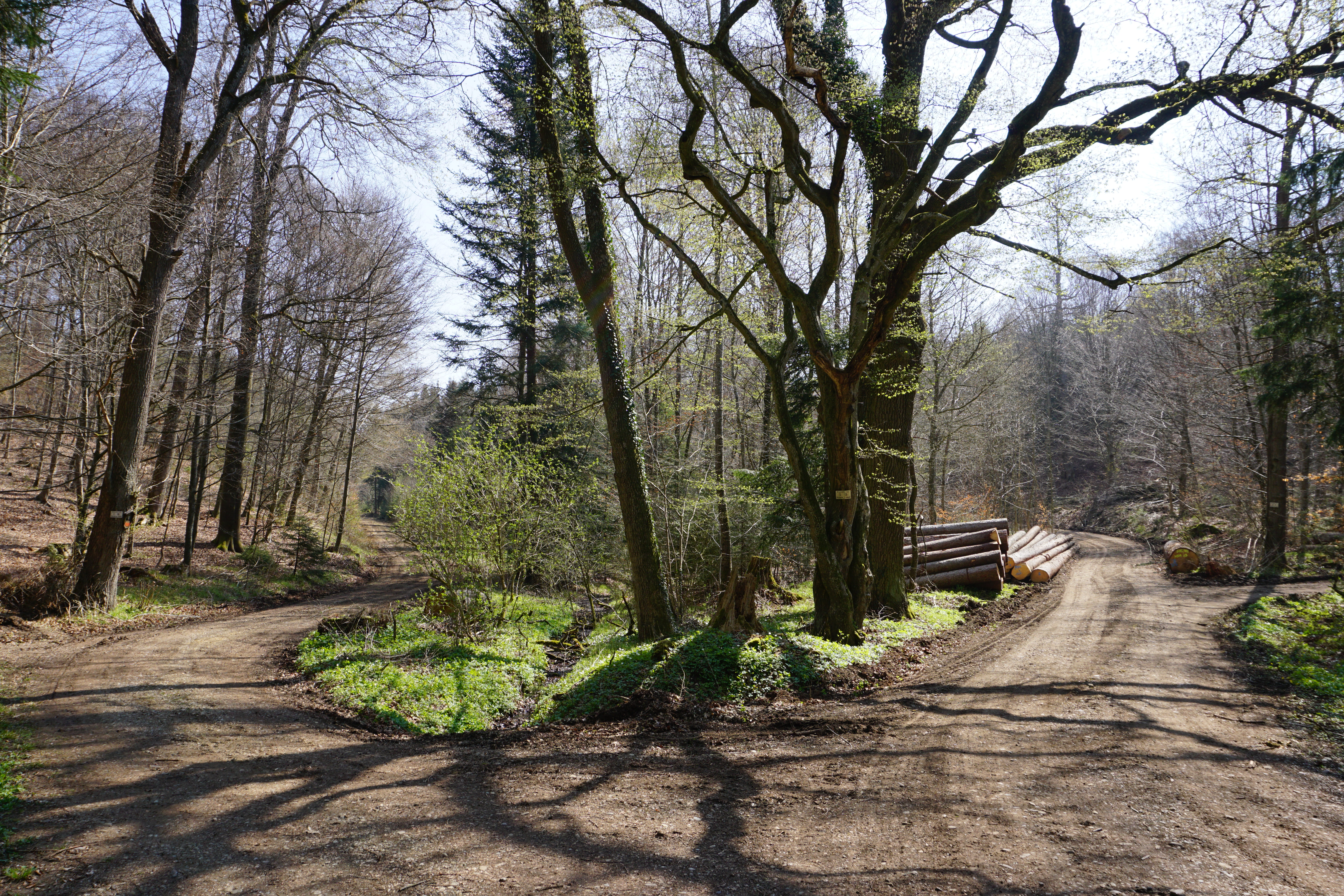
Standort des ehemaligen jüdischen Friedhofs von Orsenhausen

Die Orsenhausener Juden lebten vorwiegend im „Judengässle“, dem westlichen Teil der heutigen Weiherstraße, außerhalb des Ortskerns. Damals führte das „Judengässle“ zu einem großen Weiher, der bis zum 19. Jahrhundert trockengelegt wurde. Die Wohnverhältnisse waren beengt, teilweise teilten sich vier Parteien ein Haus.
Mit seinen kulturellen und religiösen Einrichtungen war Orsenhausen ein wichtiger Ort des Landjudentums: Spätestens 1539 existierte ein jüdisches Tanzhaus, das für Feierlichkeiten genutzt wurde. Eine Synagoge wurde erstmals 1550 erwähnt. Der jüdische Friedhof lag außerhalb des Dorfes am Waldrand. Der Flurname „Judengräber“ verweist bis heute darauf.

## Forschung und Erinnerung

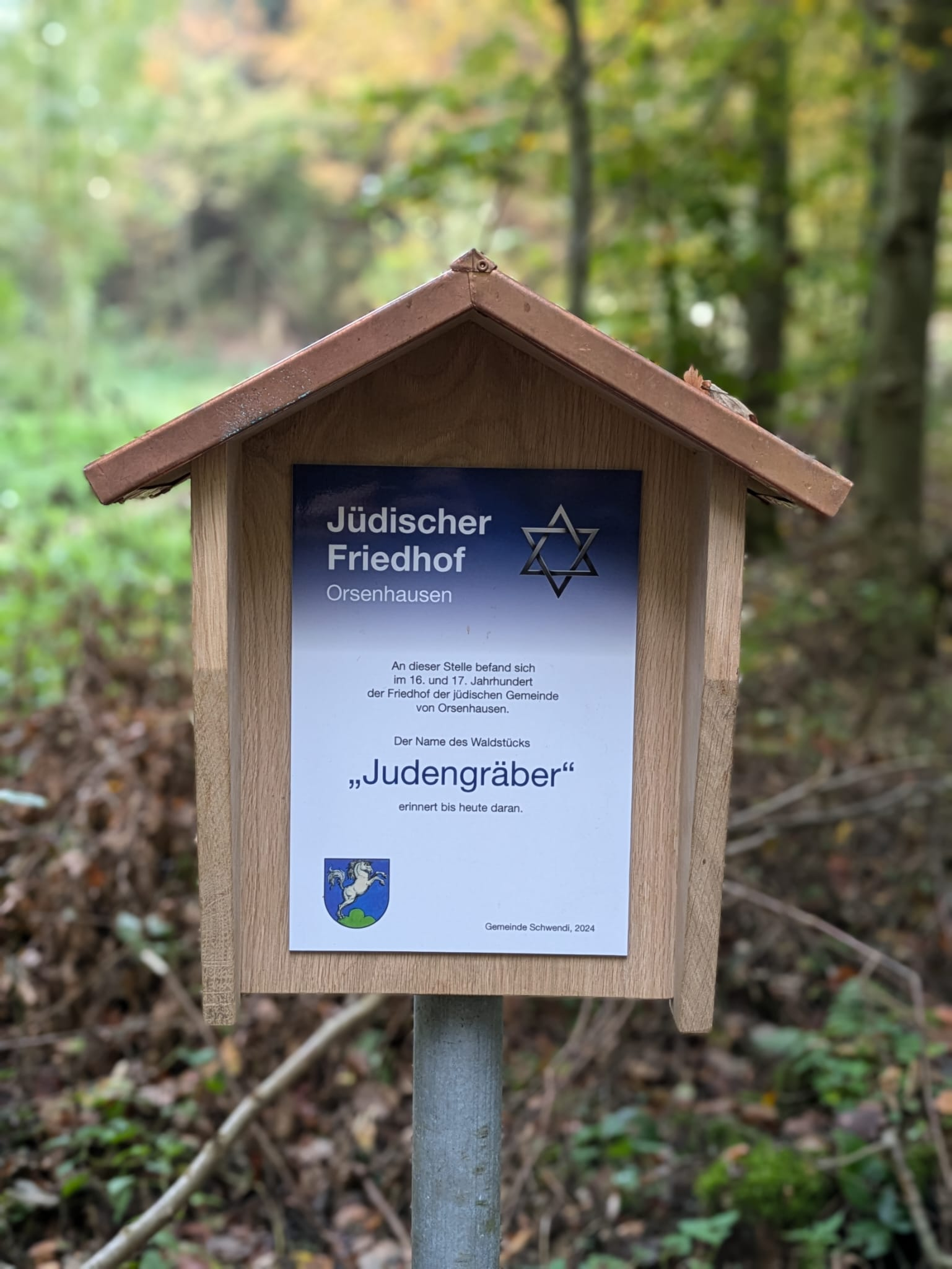
Das Schild erinnert an den jüdischen Friedhof.

Die erste Abhandlung zur Geschichte der Orsenhausener Juden publizierte der Bußmannshausener Pfarrer Phillip Graf 1903 im „Diöcesanarchiv von Schwaben“.
Er setzte sich insbesondere mit dem Prozess gegen den Orsenhausener Juden Aaron auseinander, der mit dessen Tod 1583 endete. Darauf aufbauend und unter Heranziehung neu erschlossener Archivquellen verfasste der Laupheimer Archivar Georg Schenk 1971 einen Aufsatz über die Juden von Orsenhausen. Schenks Angaben gingen 1988 in den Überblicksband „Erinnerungen und Zeugnisse jüdischer Geschichte Baden-Württembergs“ ein.
Die erste umfassende Darstellung zur Geschichte der Orsenhausener Juden veröffentlichte Stefan Lang im Jahr 2008. In seiner Dissertation  zu jüdischem Leben im frühneuzeitlichen  „Land zu Schwaben“ behandelte er Orsenhausen als ein Beispielterritorium.
In einer juristischen Arbeit hatte sich Sabine Frey bereits 1983 mit dem Reichskammergerichts-Prozess beschäftigt, den die Judenschaft von Orsenhausen gegen die Freiherren von Roth 1550 bis 1554 führte.
In Orsenhausen und in der Region war über die frühere Existenz einer jüdischen Gemeinde lange kaum etwas bekannt. Seit Oktober 2024 erinnern zwei Gedenktafeln an die früheren Standorte des jüdischen Friedhofs und der Synagoge.